# Ото Байзхайм
Ото Байзхайм (на немски: Otto Beisheim) е германски предприемач. Основател на търговската група „Метро груп“ през 1964 г.
Роден като син на склададжия, завършва средно специално за обработка на кожи. Служи в специални части във Втората световна война (1942-1945).
Притежава 18,5% от „Метро груп“. Един от най-богатите германци. Живее в Швейцария за избягване на високите данъци. Никога не е давал интервю. Чрез неговата фондация дарява 50 милиона германски марки през 1988 г. за основаването в Кобленц на висше училище (на негово име) по право, събиращо годишни такси от 10 до 35 хил. евро (2006).
Неговото име носи и сградата на Потсдамер плац в Берлин.